# Real Cofradía de Jesús en su Entrada Triunfal en Jerusalén (Zamora)
Real Cofradía de Jesús en su Entrada Triunfal en Jerusalén, conocida popularmente como La Borriquita, es una cofradía de Zamora (España) cuyo desfile procesional tiene lugar el Domingo de Ramos.

## Historia

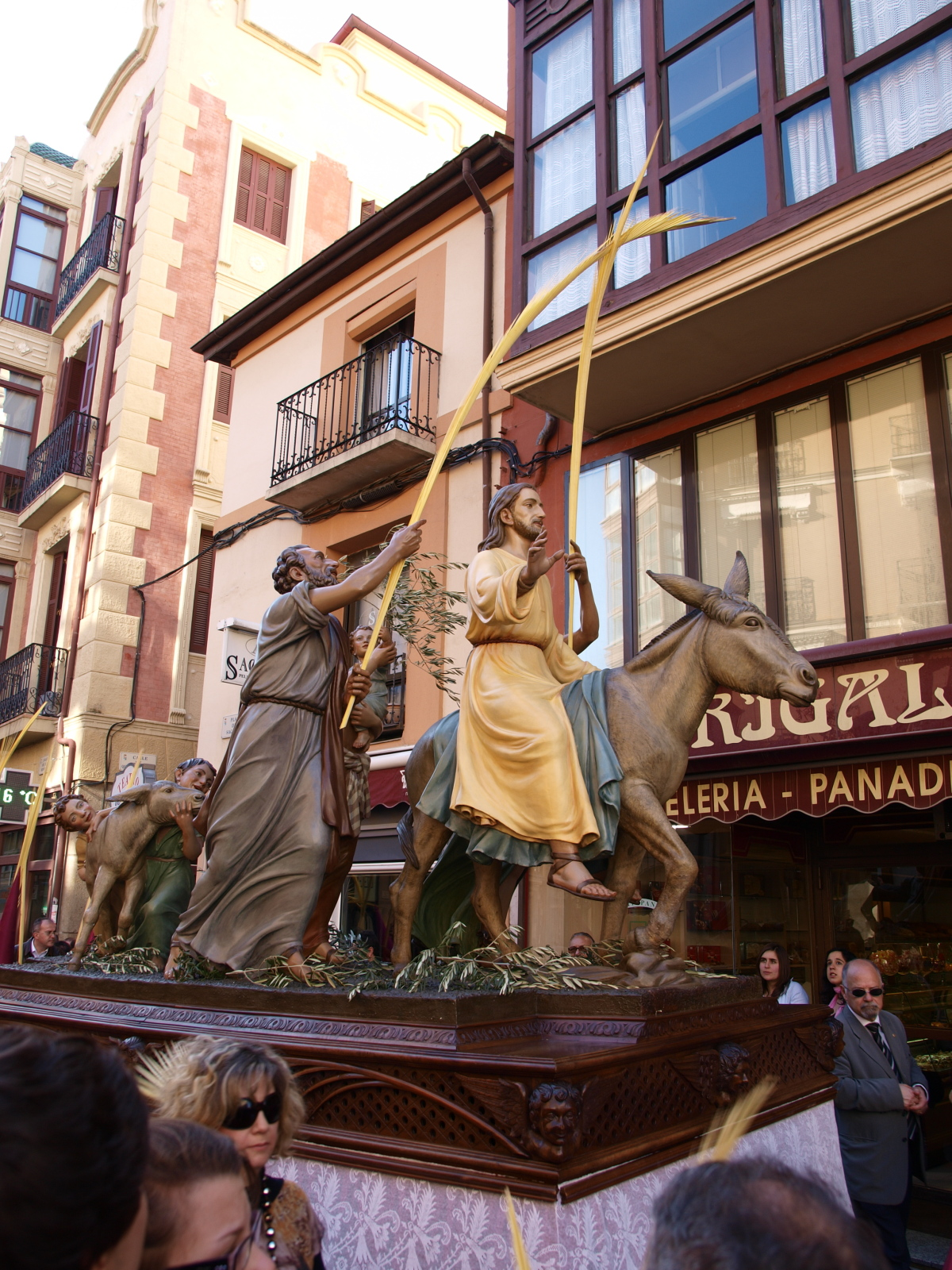
El grupo escultórico

Fundada en 1948, aunque sus orígenes pudieran remontarse hasta el siglo XIII, cuando se celebraba, por la mañana, una procesión litúrgica y un auto sacramental junto a la puerta del Mercadillo: dicho día era libre la entrada y la salida por esa puerta para poder asistir a la procesión.
Más tarde los franciscanos asumieron la procesión, que más tarde fue sustituida por otra en recuerdo de la entrada de Jesús en Jerusalén, posiblemente a principios del siglo XIX. Así estuvo hasta 1948. La primera procesión de la nueva Hermandad se realizó en 1949, desfilando en ella el antiguo paso, que actualmente se conserva en Toro. Inmediatamente se encargó el nuevo paso a Florentino Trapero.
Actualmente tiene unos 150 hermanos.

## Imagen
El grupo escultórico representa a Jesús montado en una burra, rodeado por el gentío que le aclama. Fue realizado en 1950 por Florentino Trapero.

## Hábito
Túnica de raso blanco con botonadura, caperuz, faja y capa de color púrpura. Acompañan niños ataviados con túnicas de raso blanco con turbantes y fajas, azules las niñas y de color púrpura los niños. El resto de los niños viste de calle portando en sus manos palmas o ramas de olivo y laurel.

## Galería

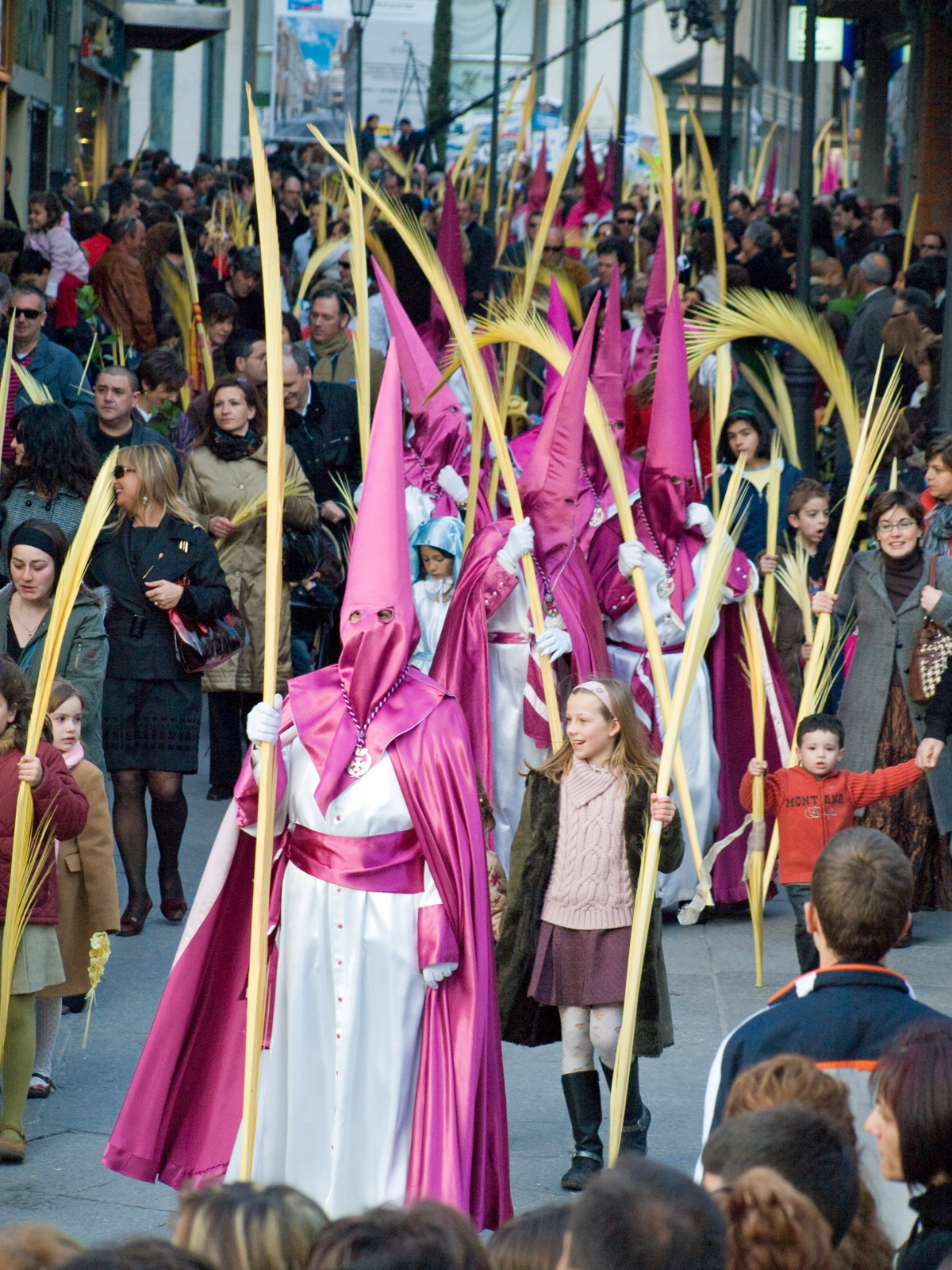
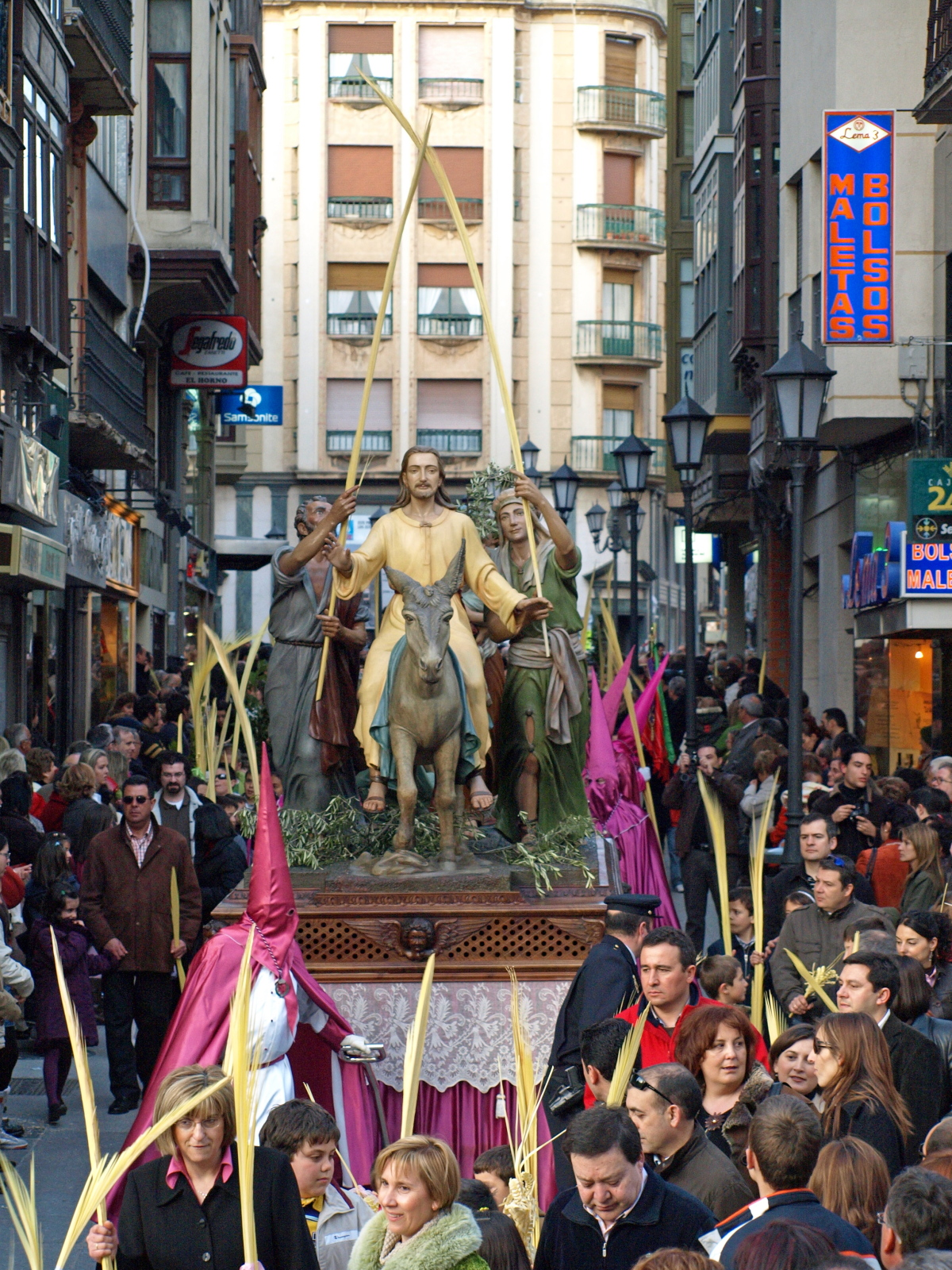
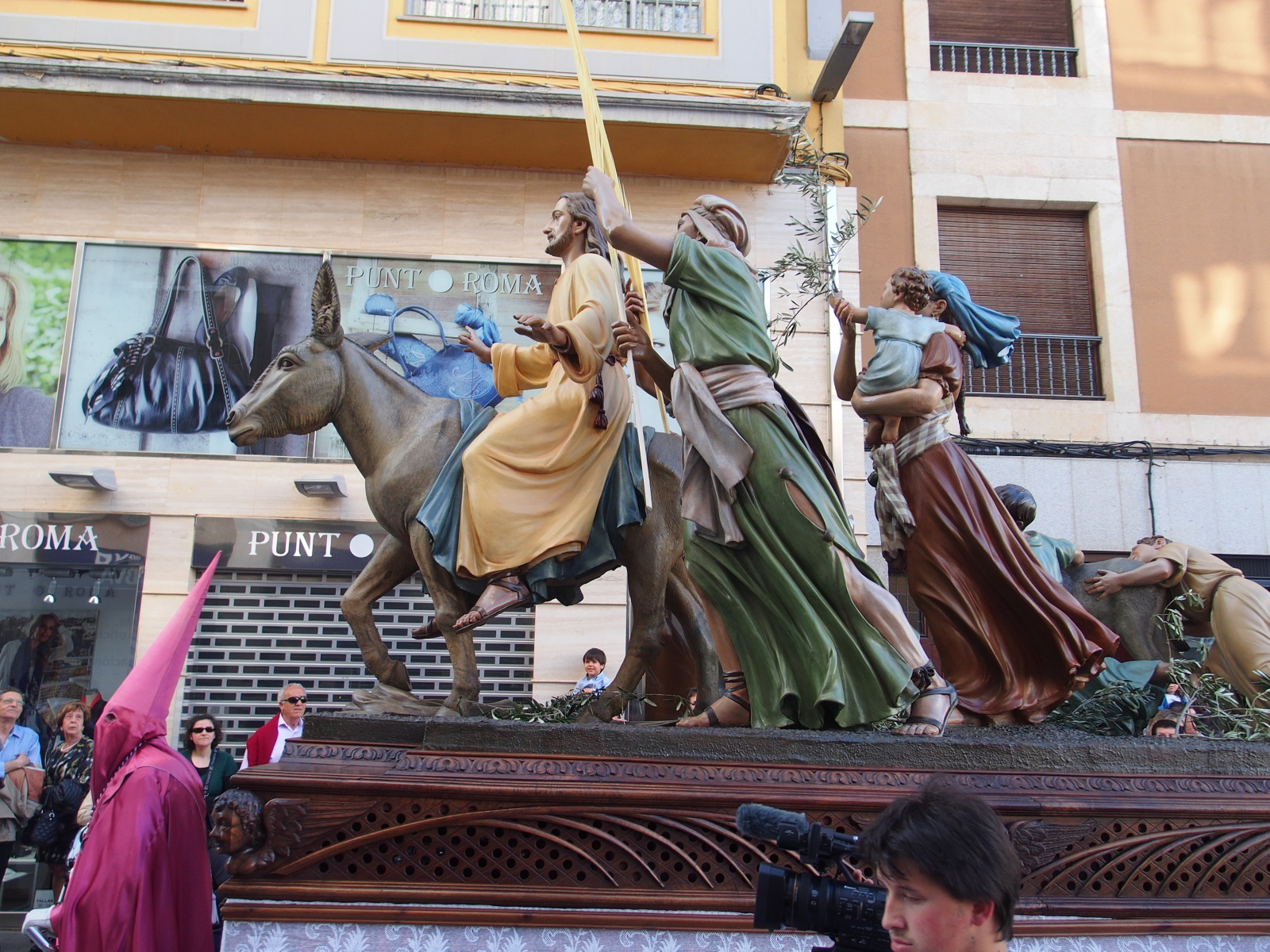
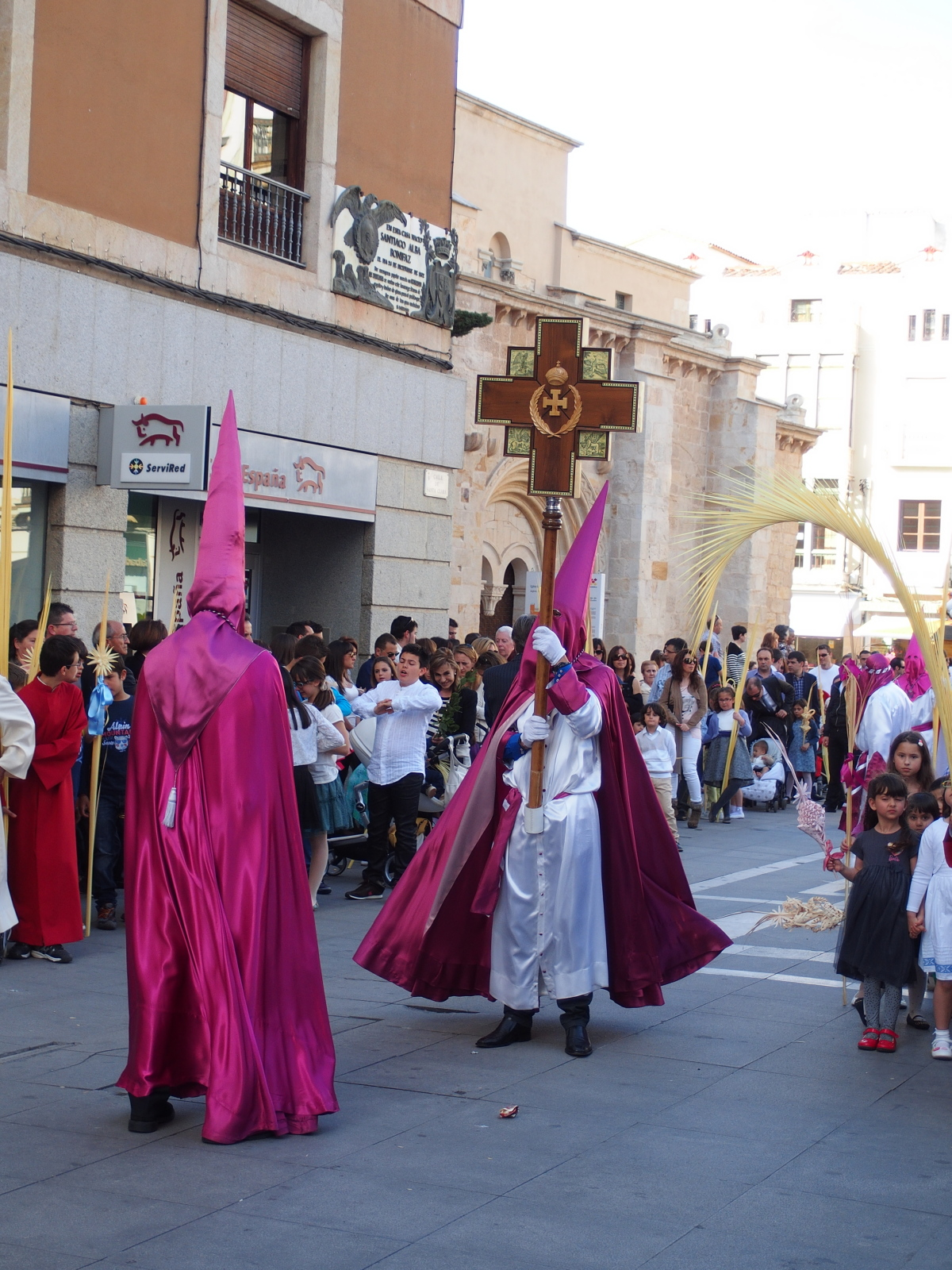
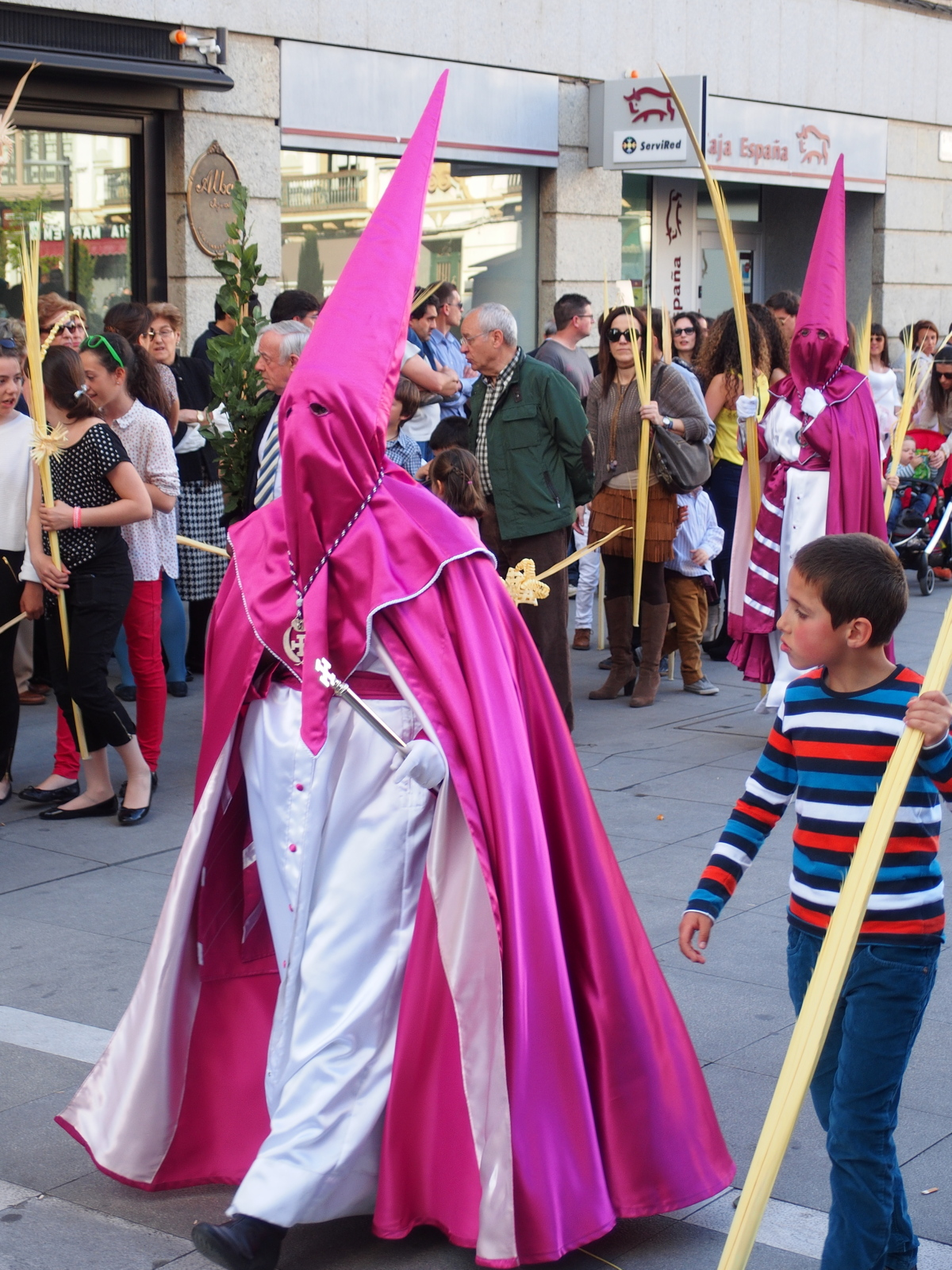
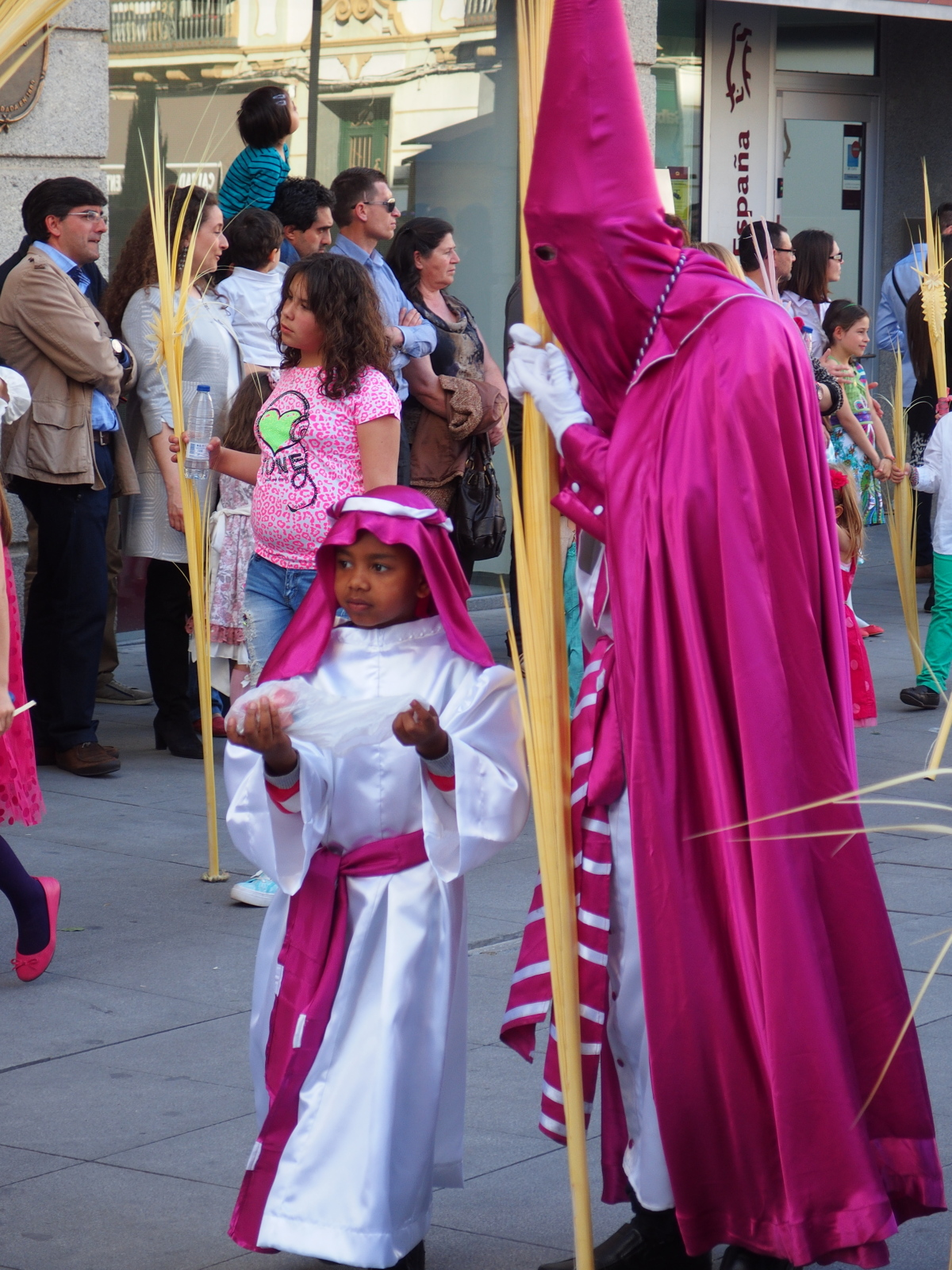